# 贝阿恩地区贝里
贝阿恩地区贝里（法語：Beyrie-en-Béarn，法語發音：[beʁi ɑ̃ beaʁn]）是法国大西洋比利牛斯省的一个市镇，属于波城区。

## 地理
贝阿恩地区贝里（43°22'21"N, 0°28'17"W）面积2.72 平方千米，位于法国新阿基坦大区大西洋比利牛斯省，该省份为法国东南部省份，涵盖了贝阿恩与北巴斯克，西临大西洋比斯開灣，北至朗德省，东北接热尔省，东临上比利牛斯省，南与西班牙接壤。
与贝阿恩地区贝里接壤的市镇（或旧市镇、城区）包括：欧斯维耶勒、布加尔贝、当甘、波埃德莱斯卡尔。

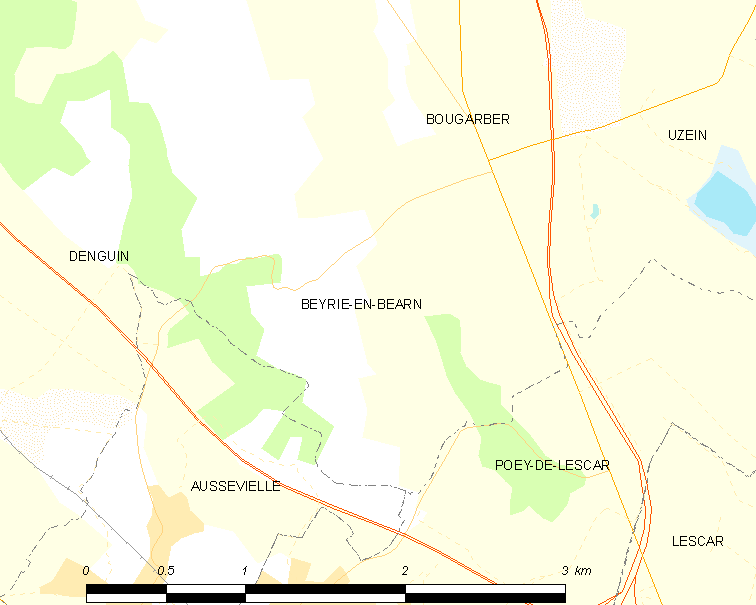
贝阿恩地区贝里的OSM定位图

贝阿恩地区贝里的时区为UTC+01:00、UTC+02:00（夏令时）。

## 行政
贝阿恩地区贝里的邮政编码为64230，INSEE市镇编码为64121。

## 政治
贝阿恩地区贝里所属的省级选区为阿尔蒂克斯和苏贝斯特尔地区县。

## 人口

1962-2008年间贝阿恩地区贝里人口变化图示

贝阿恩地区贝里于2022年1月1日时的人口数量为195人。